# Badminton-Bundesliga 1984/85
Die Badminton-Bundesligasaison 1984/1985 endete mit dem Titelgewinn durch den TV-Mainz-Zahlbach, welcher schon nach 11 von 14 Spieltagen als Meister feststand. Deutlich spannender war der Abstiegskampf, wo das Berliner LZ den STC Blau-Weiß Solingen am vorletzten Spieltag mit einem 5:3-Sieg gegen das LZ Saar/TuS Wiebelskirchen noch abfangen konnte. Die am Ende punktgleichen Solinger unterlagen dagegen zu Hause gegen Mainz mit 1:7. Am letzten Spieltag reichte dem STC ein Unentschieden nicht mehr, um Berlin noch vom Relegationsrang zu verdrängen. In der folgenden Relegation wurden die Berliner jedoch nur Dritter hinter Fortuna Regensburg und TTC Brauweiler, so dass sie Solingen auf dem Weg in die 2. Liga begleiten mussten.

## Endstand
| Platz | Verein | Sätze   | Spiele | Punkte |
| ----- | --- | ------- | ------ | ------ |
| 1.    | TV Mainz-Zahlbach (Thomas Künstler, Stefan Frey, Jürgen Gebhardt, Mathias Klein, Olaf Rosenow, Mechtild Hagemann, Gabi Simon)                                | 174:85  | 81:31  | 27:1   |
| 2.    | 1. DBC Bonn (Karl-Heinz Zwiebler, Roland Maywald, Harald Klauer, Armin Hartmann, Eva-Maria Zwiebler, Dorett Hökel, Brigitte Fassbender)                      | 145:109 | 65:47  | 18:10  |
| 3.    | OSC 04 Rheinhausen (Udo Kamperdicks, Joachim Schulz, Matthias Heger, Rolf Heyer, Michael Ferlings, Kirsten Schmieder, Petra Dieris-Wierichs, Karin Schäfers) | 141:109 | 63:49  | 15:13  |
| 4.    | FC Bayer 05 Uerdingen (N) | 118:131 | 54:58  | 14:14  |
| 5.    | LZ Saar/TuS Wiebelskirchen | 143:125 | 59:53  | 13:15  |
| 6.    | FC Langenfeld | 117:144 | 49:63  | 11:17  |
| 7.    | Berliner LZ | 94:161  | 39:73  | 7:21   |
| 8.    | STC Blau-Weiß Solingen | 94:162  | 38:74  | 7:21   |